# Свами Шивананда (учитель йоги)
Шивананда (также известный как Свами Шивананда; англ. Swami Sivananda; род. (по собственному, независимо не подтверждённому заявлению) 8 августа 1896, Британская Индия — 4 мая 2025) — индийский неверифицированный долгожитель, монах, учитель йоги, кавалер ордена Падма Шри (награждён 21 марта 2022 года, предположительно, в возрасте 125-ти лет, премьер-министром Индии Нарендрой Моди и президентом Индии Рам Натх Ковиндом).

## Биография
Согласно имеющемуся у него документу, он родился 8 августа 1896 года. Широко известным данный факт стал по причине того, что Шивананда в 2019 году перелетал из Калькутты в Лондон. При пересадке в Абу-Даби на это обратили внимание сотрудники аэропорта.
В возрасте 5-6 лет стал сиротой, из-за чего оставшиеся родственники отдали его на воспитание гуру, с которым он начал путешествовать по Индии. Повзрослев, он стал монахом. С его слов, жил он очень скромно, а именно, спал на полу и вместо подушки использовал деревянный брусок.
Свами Шивананда помогал больным проказой людей в Пури в течение последних 50 лет, тем образом он помог не менее чем 400 больным, лично встречаясь с ними. Был награждён премией Басундхара Ратан от Respect Age International за его вклад в общество 30 ноября 2019 года.
Чтобы попасть в Книгу рекордов Гиннесса, ему необходимо подать заявку и доказать данный факт. Таким образом, он будет признан самым пожилым жителем планеты, что он и пытался доказать.
Со слов долгожителя, секрет его долголетия заключается в йоге, дисциплине и целибате. Также он отмечал:
Я питаюсь очень просто — отварные продукты без масла или пряностей. Я не пью молоко и не ем фрукты, потому что это изысканная пища
Во время вспышки Covid-19 гуру йоги поддержал процесс вакцинации и публично привился.
В 2022 году после вручения Падма Шри стал более известен благодаря «Твиттеру», где люди обсуждали его простоту и скромную одежду на таком значимом мероприятии.
Умер 3 мая 2025 года. Причиной смерти стала остановка сердца..